# Меса Гитония
Мѐса Гитонѝя (на гръцки: Μέσα Γειτονιά, Мѐса Гитоня̀) е предградие на Лимасол в Кипър. Според статистическата служба на Република Кипър през 2001 г. има 13 565 жители.
Намира се на 2 km северно от центъра на Лимасол.